# Traktat belgradzki (1739)

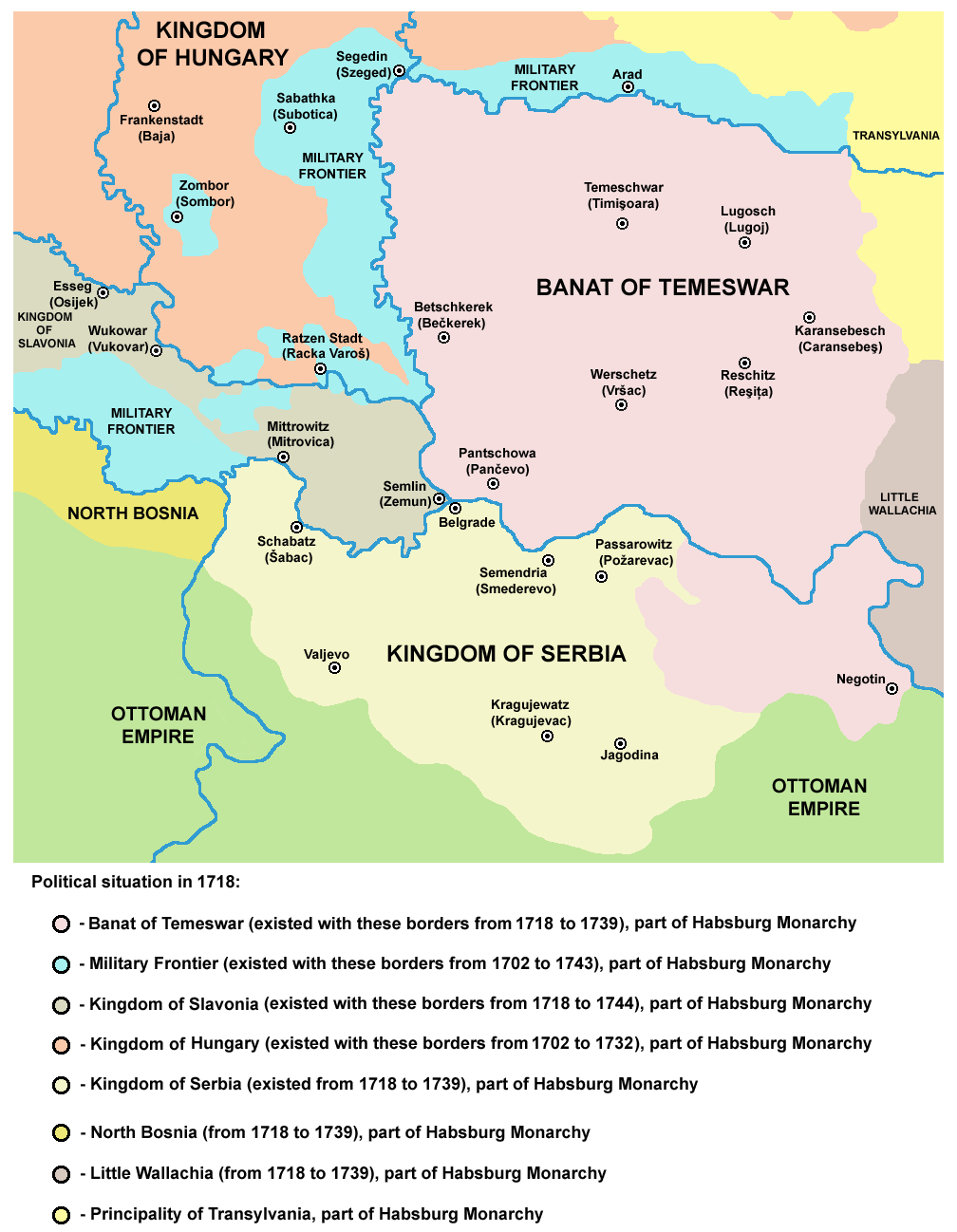
Pogranicze austriacko-tureckie po pokoju w Požarevacu (1718)

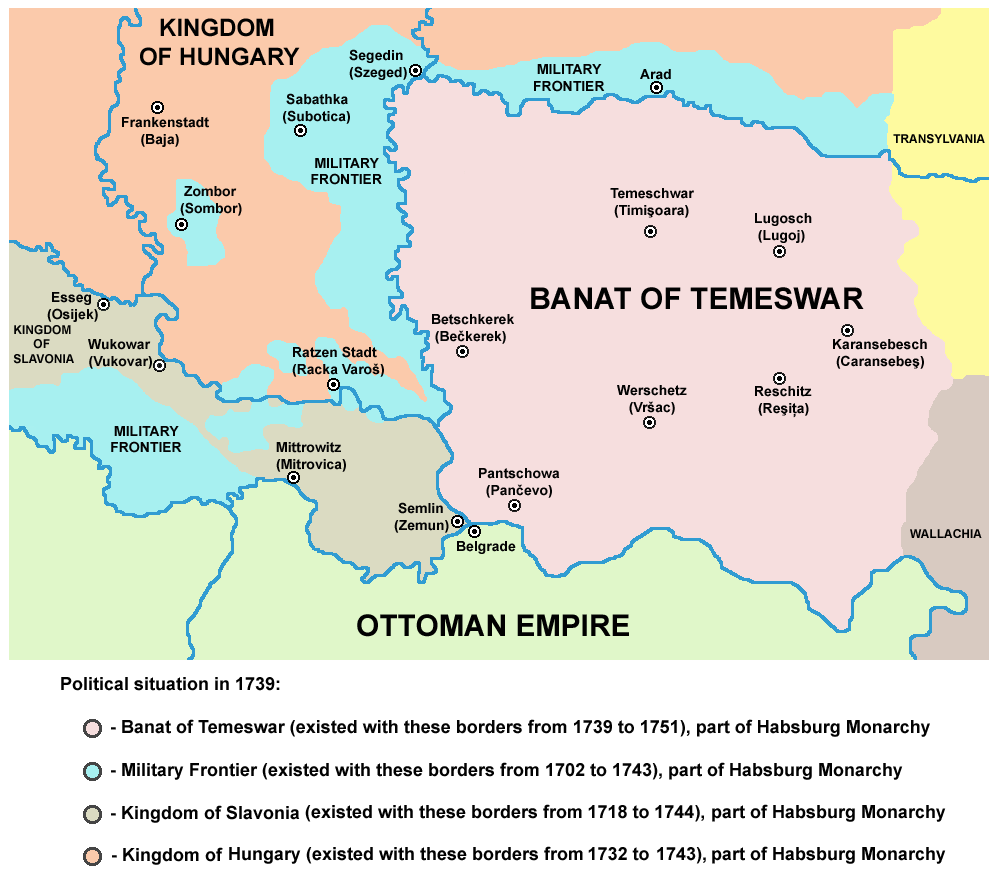
Pogranicze austriacko-tureckie w 1739, po pokoju belgradzkim

Traktat belgradzki – traktat pokojowy zawarty 18 września 1739 roku w Belgradzie, kończący VII wojnę austriacko-turecką, toczoną się w latach 1735 - 1739. Traktat przywrócił Imperium Osmańskiemu część terytoriów utraconych na rzecz Austrii postanowieniami traktatu w Požarevacu (1718). Równolegle prowadzona wojna rosyjsko-turecka została zakończona 29 września 1739 traktatem w Niszu.
W konsekwencji traktatu Austria miała zwrócić Imperium Osmańskiemu ziemie serbskie, z Belgradem włącznie, północną Bośnię i Banat Temeszwarski na południe od Dunaju, zaś Oltenię zależnej od Turcji Wołoszczyźnie.  Konsekwencją traktatu była likwidacja utworzonego w 1718 Królestwa Serbii jako austriackiego kraju koronnego. Granica austriacko-turecka ustanowiona została trwale na rzekach Dunaj i Sawa. Konsekwencją tego postanowienia traktatu była m.in. druga wielka wędrówka Serbów. 
Francja, jako mediator, otrzymała od Turcji znaczne korzyści handlowe oraz uprawnienia do opieki nad katolikami zamieszkującymi Imperium Osmańskie.